# MD Helicopters MD 500
Los MD500 son una serie de helicópteros utilitarios civiles fabricados por la compañía estadounidense MD Helicopters (ahora McDonell Douglas Helicopter Systems). El MD500 fue desarrollado del Hughes 500, una versión civil del Hughes OH-6 Cayuse. Las series actualmente constan de los modelos MD 500E, MD 520N, y MD 530F.

## Diseño y desarrollo

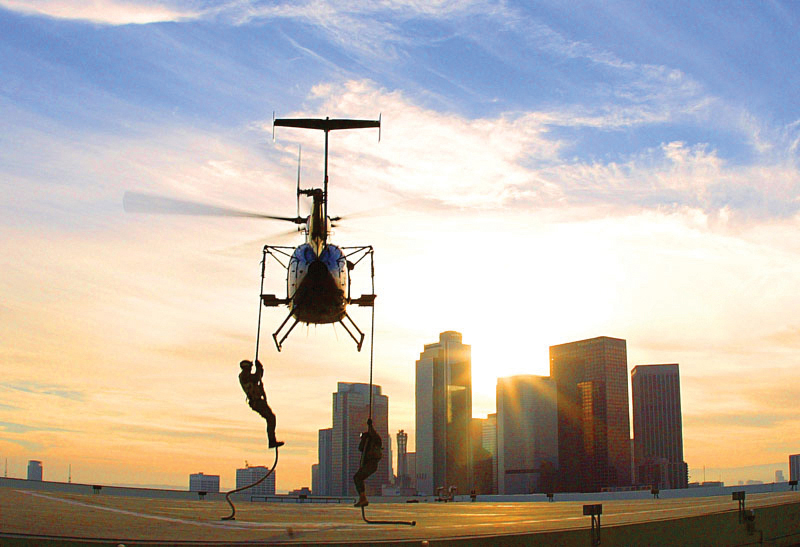
El MD Helicopters MD 500 es un helicóptero ligero conocido por su agilidad, estabilidad y funcionalidad en una amplia variedad de operaciones. Este modelo es particularmente valorado por agencias como el FBI, que lo utilizan para la aproximación de objetivos debido a su capacidad de maniobra precisa y su fiabilidad en situaciones críticas. Equipado con tecnología avanzada y un diseño aerodinámico, el MD 500 es ideal para misiones que requieren un control detallado y estabilidad en vuelo, asegurando operaciones exitosas en entornos complejos y de alta demanda.

El exitoso Hughes 500/MD 500 nació en respuesta a un requerimiento del Ejército de EE. UU. para un helicóptero ligero de observación. Modelo de Hughes 369 el concurso de la competencia de Bell y Hiller. El Cayuse OH-6 voló por primera vez en febrero de 1963.

### Hughes/MD500
Antes del primer vuelo del OH-6, Hughes anunció que estaba desarrollando una versión civil, que se comercializa como el Hughes 500, disponible en las configuraciones básicas de seguridad de cinco y siete. Una versión utilitaria con un motor más potente se ofrece como la 500U (más tarde llamado 500C).
La mejora del Hughes 500D se convirtió en el primer modelo en 1976, con un motor más potente, una cola en T, y un nuevo rotor principal de cinco palas, un rotor de cola de cuatro palas que era opcional. A partir de 1982 el 500D fue reemplazado por el 500E con un frontal puntiagudo más aerodinámico y varias mejoras en el interior como mayor espacio para las piernas y la cabeza. El 530F es una versión más potente de la 500E optimizado para el trabajo "alto y cálido".
McDonnell Douglas adquirió Hughes Helicopters en enero de 1984, y desde agosto de 1985, el 500E y 530F se construyeron como el MD 500E y MD-530F lifter. Después de 1997 la unión de Boeing / McDonnell Douglas, Boeing vendió las líneas MD ex-civiles de Helicópteros MD a principios de 1999.
Las variantes militares se comercializan bajo el nombre de MD 500 Defender.

### MD520N
El MD 520N introdujo un avance revolucionario en el diseño del helicóptero que cuenta con un sistema anti-torque llamado NOTAR que consiste en un el escape de un ventilador dirigido a través de ranuras en el tubo de cola, con el efecto Coandă para contrarrestar el par del rotor principal, y un timón regulable en el extremo del tubo de cola se utiliza para el control de guiñada.
McDonnell Douglas originalmente destinados a desarrollar el MD 520N estándar junto con el MD 530N más potente y caliente de alta optimizado (ambos se pusieron en marcha en enero de 1989 y se basaron en el MD convencionales 500E). El MD 530N fue el primero en volar, el 29 de diciembre de 1989, el MD 520N voló por primera vez el 1 de mayo de 1990. El desarrollo de las MD 530N fue suspendido cuando McDonnell Douglas decidió que el MD 520N se reunió la mayoría de los requerimientos del cliente para el 530N. La certificación para el MD 520N fue concedida el 13 de septiembre de 1991, y el primer aparato fue entregado el 31 de diciembre de ese año.
En 2000, MD helicopters anunció mejoras en el MD 520N incluyendo un motor RR 250-C20R+ mejorado con una potencia 3.5% más para un mejor rendimiento en los días cálidos, y un mayor alcance con cambios en el difusor y la manipulación del ventilador.

## Componentes del MD-530F+ Cayuse Warrior Plus

### Electrónica
| Sistema                                              | País   | Fabricante | Notas         |
| ---------------------------------------------------- | ------ | ---------- | ------------- |
| Torreta de reconocimiento y adquisición de objetivos | Canadá | Wescam     | Modelo MX-10D |

### Armamento

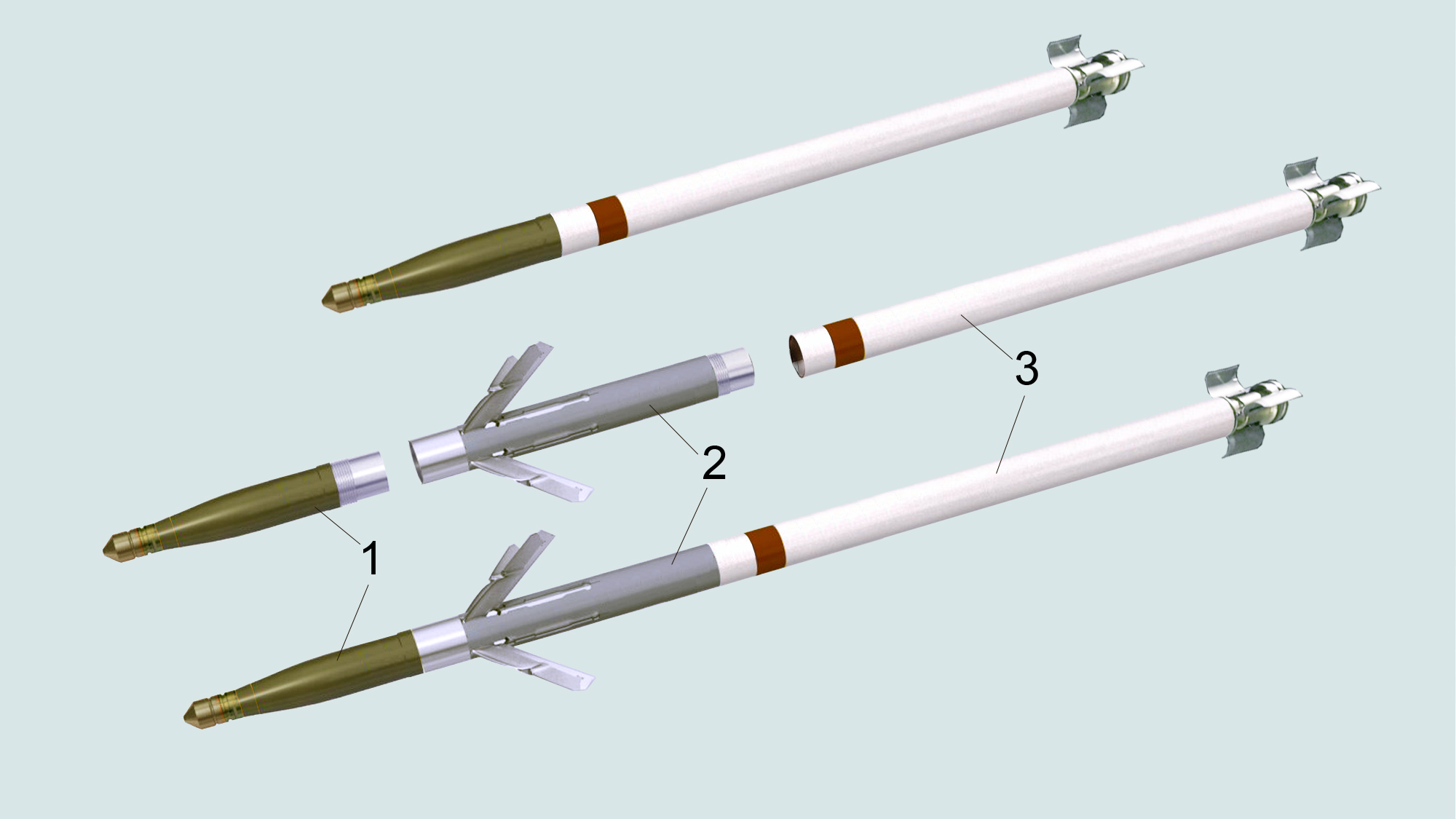
Hydra 70 + WGU-59/B = APKWS.

| Sistema                                            | País           | Fabricante       | Notas                 |
| -------------------------------------------------- | -------------- | ---------------- | --------------------- |
| Contenedor de ametralladora (opción)               | Bélgica        | FN Herstal       | 2 × HMP400 de 12,7 mm |
| Cohete aire-tierra Hydra 70 de 70mm                | Estados Unidos | General Dynamics |                       |
| Kit de guiado láser WGU-59/B para cohetes Hydra 70 | Estados Unidos | BAE Systems      |                       |
| Misil antitanque AGM-114 Hellfire                  | Estados Unidos | Lockheed Martin  |                       |

### Propulsión
| Sistema | País           | Fabricante             | Notas               |
| ------- | -------------- | ---------------------- | ------------------- |
| Motor   | Estados Unidos | Allison Engine Company | 1 × Allison 250-C30 |

## Variantes
- 369 Prototipo militar designado YOH-6A.
- 369A La producción militar designado OH-6.
- MD 500C (369H) Mejora de la variante de cinco plazas comerciales impulsados por un Allison 250-C18B nominal de 317 SHP (236 kW), certificado en 1966.
- MD 500M Defender (369HM) Versión de exportación militar como el MD 500 Defender, certificado en 1968.
- MD 500C (369HS) Variante comercial mejorada de cuatro plazas por un motor Allison 250-C20 nominal de 400 shp (298 kW), certificado en 1969.
- MD 500C (369HE) Un 369HS con mayor acondicionamiento interior, certificado en 1969.
- MD 500D (369D) Nueva versión comercial de 1976 impulsado por un Alison 250-C20B nominal de 420 SHP (313 kW), certificado en 1976.
- MD 500E (369E) Versión ejecutiva de la 500D con el morro más aerodinámico, certificado en 1982.
- KH-500E Versión japonesa de la 500E. Licencia por Kawasaki Heavy Industries.
- NH-500E Versión de la 500E construida en Italia. Licencia de Breda Nardi antes de fusionarse con Agusta.
- MD 530F Versión "alto y cálido" de la 500E propulsado por un Allison 250-C30B nominal de 650 SHP (485 kW), certificado en 1985.
- MD 520N Versión NOTAR de la 500E, certificado en 1991.
- Demostrador no tripulado Little Bird Un 530F civil modificado por Boeing Rotorcraft Systems para desarrollar tecnologías de vehículos aéreos no tripulados para aplicaciones tanto civiles como militares.
- MD500 Defender Versión de exportación militar de la 500 se han comercializado bajo el nombre de Defender, e incluyen las versiones 500M, 500MD, 500MG, y 530MG.

## Usuarios
- Afganistán
  - Fuerza Aérea Afgana
- Argentina
  - Fuerza Aérea Argentina
  - Gendarmería Nacional Argentina
- México
  - Fuerza Aérea Mexicana utilizados como helicópteros de ataque
  - Policía Municipal Tijuana
- El Salvador
  - Fuerza Aérea de El Salvador
- Colombia
  - Fuerza Aérea Colombiana
  - Policía Nacional de Colombia
- Panamá
  - Servicio Nacional Aeronaval
- Corea del Norte
  - Fuerza Aérea del Ejército Popular Coreano[5]

## Accidentes e Incidentes
- El 13 de marzo de 2017 un helicóptero de la Policía Estatal cae en Mexicali luego de chocar con cables de tensión y perder el control en el cerro El Centinela,[6] hay 4 muertos.
- En septiembre de 2020 un helicóptero de la Fuerza Aérea Afgana MD530F Cayuse Warrior se estrelló por dificultades técnicas, y lamentablemente fallecieron ambos pilotos.[7]

## Especificaciones

### Modelo 500C
Los datos del Directorio Internacional de Aviación Civil
- Tripulación: 1-2
- Pasajeros: 5 en total
- Longitud: 30 pies 10 pulgadas (9,4 m)
- Diámetro del rotor: 26 pies 4 pulgadas (8.03 m)
- Altura: 8 pies 2 pulgadas (2,48 m)
- Peso en vacío: 1.088 libras (493 kg)
- Peso máximo al despegue: 2250 libras (1.157 kg)
- Planta motriz: 1 × Allison 250-C20 turboeje, 278 CV (207 kW)

Rendimiento
- Velocidad máxima: 152 nudos (175 mph, 282 km / h)
- Velocidad de crucero: 125 nudos (144 mph, 232 km / h)
- Alcance: 375 millas (605 km)
- Techo de vuelo: 16.000 pies (4.875 m)
- Régimen de ascenso: 1.700 ft / min (8,6 m / s)

### MD 520N NOTAR
Los datos del Directorio Internacional de Aviación Civil
- Tripulación: 1-2
- Pasajeros: 5 en total
- Longitud: 33 pies 2 pulgadas (9.78 m)
- Diámetro del rotor: 27 pies 4 pulgadas (8.33 m)
- Altura: 9 0 pies en (2,74 m)
- Área del disco del rotor: 586,8 m² (54,5 m²)
- Peso en vacío: 1.636 libras (742 kg)
- Peso máximo al despegue: 3.350 libras (1.520 kg)
- Planta motriz: 1 × Allison 250-C20R turboeje, 375 CV (280 kW)
- Rendimiento
- Velocidad máxima: 152 nudos (175 mph, 282 km / h)
- Velocidad de crucero: 135 nudos (155 mph, 250 km / h)
- Alcance: 267 millas (429 km)
- Techo de vuelo: 14.175 pies (4.320 m)
- Régimen de ascenso: 1850 ft / min (9,4 m / s)

### MD 530F
Los datos del Directorio Internacional de Aviación Civil
- Tripulación: 1-2
- Pasajeros: 5 en total
- Longitud: 32 pies 7 pulgadas (7,28 m)
- Diámetro del rotor: 27 pies 4 pulgadas (8.33 m)
- Altura: 8 pies 9 pulgadas (2.48 m)
- Área del disco del rotor: 587,5 metros cuadrados (54,6 metros cuadrados)
- Peso en vacío: 1.591 libras (722 kg)
- Peso máximo al despegue: 3.550 libras (1.610 kg)
- Planta motriz: 1 × Allison 250-C30 turboeje, 375 CV (280 kW)

Rendimiento
- Velocidad máxima: 152 nudos (175 mph, 282 km / h)
- Velocidad de crucero: 135 nudos (155 mph, 250 km / h)
- Alcance: 232 nmi (267 millas, 430 km)
- Techo de vuelo: 18.700 pies (5.700 m)
- Régimen de ascenso: 2.070 ft / min (10,5 m / s)

### Desarrollos relacionados
- OH-6 Cayuse
- MD600N
- Boeing AH-6

### Aeronaves similares
- Aerospatiale SA 341 Gazelle
- Eurocopter EC120 Colibri
- Bell 206
- Bell 407
- Fairchild Hiller FH-1100
- Robinson R66